# Fréjairolles
Fréjairolles é uma comuna francesa na região administrativa da Occitânia, no departamento de Tarn. Estende-se por uma área de 17.41 km², e possui 1.326 habitantes, segundo o censo de 2018, com uma densidade de 76 hab/km².